# Кашницкий Алексей Анатольевич
Кашницкий Алексей Анатольевич — советский и российский дзюдоист, мастер спорта СССР по борьбе дзюдо, обладатель чёрного пояса по дзюдо, чемпион России среди юниоров, победитель международных турниров, воспитанник спортивного общества «Динамо».

## Награды
- Первенство РСФСР по дзюдо[4] среди юниоров — ;
- Первенство Европы среди юниоров — ;
- Международный турнир, Италия — ;